# Lozuvatka, Țarîceanka
Lozuvatka (în ucraineană Лозуватка) este un sat în comuna Zalelia din raionul Țarîceanka, regiunea Dnipropetrovsk, Ucraina.

## Demografie
Componența lingvistică a localității Lozuvatka
     Ucraineană (96,05%)
     Rusă (1,97%)
     Română (1,97%)
Conform recensământului din 2001, majoritatea populației localității Lozuvatka era vorbitoare de ucraineană (96,05%), existând în minoritate și vorbitori de rusă (1,97%) și română (1,97%).